# Madison megye (Indiana)
Madison megye az Amerikai Egyesült Államokban, azon belül Indiana államban található. Megyeszékhelye és legnagyobb városa Anderson. Lakosainak száma 130 129 fő (2020. április 1.).

## Szomszédos megyék
- Grant megye (észak)
- Delaware megye (kelet)
- Henry megye (délkelet)
- Hancock megye (dél)
- Hamilton megye (nyugat)
- Tipton megye (északnyugat)

## Népesség
A megye népességének változása:
| Lakosok száma | 131 645 | 131 098 | 130 311 | 130 482 | 129 723 | 130 129 |
|               | 2010    | 2011    | 2012    | 2013    | 2015    | 2020    |